# Gai Escriboni Curió (tribú de la plebs)
Gai Escriboni Curió (llatí: Caius Scribonius Curio) va ser un magistrat romà. Formava part de la gens Escribònia, i era de la família dels Curió. Va ser fill del cònsol Gai Escriboni Curió i, com el seu pare, amic de Ciceró i orador notable. Estava casat amb Fúlvia que després va ser la dona de Marc Antoni, amb la que va tenir una filla, tant llicenciosa com la mare. En un primer moment va ser membre del partit de Gneu Pompeu Magne, després es passaria al bàndol de Juli Cèsar, lluitant al seu costat fins a morir en batalla. Va ser nomenat qüestor d'Àsia i en tornar (50 aC) va ser elegit tribú de la plebs.

## Joventut
Va néixer el 90 aC., i Ciceró que el coneixia des de ben petit, es va esforçar per potenciar el seu talent i allunyar-lo de les seves inclinacions al plaer i la riquesa, però sense resultats i Curió va seguir sent una persona amb un caràcter més aviat malvat, diu Ciceró. Amb Publi Clodi Pulcre, Marc Antoni i d'altres, formava part d'un grup de joves a qui els agradava malgastar les seves fortunes entre grans escàndols. Quan Publi Clodi va ser acusat de sacrilegi per violar els secrets de la Bona Dea l'any 62 aC., va ser defensat pel pare d'Escriboni Curió mentre aquest organitzava bandes als suburbis per atemorir als enemics del seu company.
Després d'aquests fets, Publi Clodi es va anar revelant progressivament com enemic de Ciceró, però aquest seguia mantenint la seva amistat amb Escriboni Curió. Va ser Curió qui va comunicar a Ciceró que Juli Cèsar havia autoritzat l'entrada de Publi Clodi a les files dels plebeus i aquest es presentaria al tribunat. Ciceró, espantat, va fugir de Roma.
Ciceró i altres conservadors veien al jove Escriboni Curió com un defensor de les seves idees, amb un gran futur al davant i en efecte, Curió es va dedicar amb força a desafiar constantment a Cèsar, guanyant-se l'admiració dels senadors conservadors.
L'any 56 aC, van començar a aparèixer els primers enfrontaments en el triumvirat, amb Cras i Pompeu lluitant pel comandament de la guerra contra els parts. Els vells enemics del triumvirat, Curió entre ells, començaren a preparar-se per donar batalla. L'any 54 aC va ser Pretor i el 53 aC qüestor d'Àsia. Allí estant, va rebre les notícies de la mort del seu pare.

## Tribunat
Amb la fi del triumvirat, van quedar enfrontats els bàndols dels Populares, liderats per Juli Cèsar i els conservadors o Optimat, liderats per Pompeu. Inicialment Curió es va decantar per Pompeu, perquè els conservadors defensaven la República.
Tant Cèsar com Pompeu estaven intentant guanyar la lleialtat del màxim nombre de magistrats que vetllessin pels seus interessos, i Pompeu va aconseguir que Curió fos nomenat tribú, confiant que aquest dirigiria les seves influències contra Cèsar. Malgrat tot, si bé en un principi va ser així, Curió de sobte va canviar d'actitud i es passà de bàndol. Tradicionalment s'ha considerat que aquest canvi es va produir perquè Curió estava carregat de deutes i Juli Cèsar va pagar tots els diners que devia a canvi que abandonés el partit pompeià. També pot ser que Curió pensés que recolzant a Cèsar arribaria més ràpidament al poder. Curió era un home molt intel·ligent, i tenia l'agilitat suficient com per girar l'esquena als seus amics. Fos com fos, Curió, al principi va seguir actuant contra Cèsar, després va actuar amb neutralitat, i va seguir presentant algunes lleis que sabia que els pompeians no podrien aprovar, justificant així el seu trencament amb els seus amics conservadors.
Abans de la Guerra Civil, Curió semblava ser uns dels darrers polítics que buscaven la pau entre Pompeu i Cèsar. Dins del Senat romà, alguns creien que Pompeu no havia de ser privat del comandament de les seves tropes si Cèsar no ho feia abans, mentre d'altres com Curió deien tot el contrari, que precisament necessitaven a Cèsar contra el poder de Pompeu i que aquest no tenia cap intenció de renunciar a les seves legions. Així, durant la sessió de l'1 de desembre del 50 aC, Curió va plantejar que ambdós procònsols renunciessin al poder, proposta àmpliament acceptada pel Senat i aclamada pel poble.
Malgrat tot, el magistrat Claudi Marcel i el cònsol Sulpici Ruf, van sortir de la ciutat per anar a buscar a Pompeu, a qui van demanar que assumís el comandament de les legions d'Itàlia. Sens dubte es va tractar d'una maniobra al marge del Senat i que va donar una excusa molt vàlida als partidaris de Cèsar.
Curió va intentar una maniobra: va atacar a Pompeu al senat, obertament, i el va descriure com una persona que volia establir una tirania. Però, per no perdre l'aparença de que era neutral, va suggerir que si Cèsar i Pompeu no consentien en establir el seu imperium, tots dos haurien de ser declarats enemics públics, i S'havia de fer immediatament una guerra contra ells. Això provocar la indignació de Pompeu, que es va retirar a una vila suburbana. Curió va continuar fent el seu paper neutral al Senat i es va decretar que Pompeu i Cèsar es desprenguessin de dues de les seves legions, que havien de ser enviades a Síria. Pompeu va evitar astutament el complir el mandat exigit, tornant a Cèsar una legió que li havia prestat l'any 53 aC, i Cèsar va enviar les dues legions demanades, que, en lloc d'anar a Síria, les va instal·lar a Càpua. Poc després, el cònsol Claudi Marcel va proposar al senat si s'havia de treure el comandament a Cèsar i enviar un substitut al front de les legions, i si Pompeu havia de ser privat del seu imperium. El senat va estar d'acord en treure el comandament a Cèsar, però es va negar a fer-ho. Curió va repetir la seva proposta anterior, que els dos procònsols haurien de deixar el seu mandat i, quan es va posar a votació, una gran majoria dels senadors van votar a favor de la proposta de Curió. Claudi Marcel, que semblava que era el senador més respectat del Senat, es va negar a complir el seu propi decret. Algú va informar que Cèsar avançava amb el seu exèrcit cap a Roma, i Marcel va proposar que les dues legions estacionades a Càpua es preparessin immediatament per marxar contra ell. Curió va negar la veritat de l'informe i va impedir que ningú anés a comprovar-ne la veracitat. Claudi Marcel i el seu col·lega, Servi Sulpici Ruf van sortir a buscar Pompeu i li van demanar solemnement que assumís el comandament de totes les tropes d'Itàlia per salvar la República. Curió no va poder interferir, ja que no podia abandonar la ciutat perquè era tribú. Es va dirigir al poble perquè demanessin als cònsols que no donessin a Pompeu el govern de les legions, però no va ser escoltat. Entre totes aquestes discussions, es va acabar l'any de mandat que tenia, i tement per la seva seguretat, va acabar fugint a Ravenna, on es trobava Cèsar acampat amb la Legió XIII. Curió li va demanar consell sobre què havia de fer i va suggerir de reunir tropes i marxar cap a Roma. Cèsar, encara inclinat a resoldre el conflicte pacíficament, va enviar a Curió al senat amb un missatge. Però quan el senat va donar el comandament en el lloc de Cèsar a Domici Aenobarb i els nous tribuns Marc Antoni i Quint Cassi (partidaris de Cèsar) van ser convidats pels cònsols a abandonar el senat, Curió i els tribuns d'aquell any van haver de fugir de nit i se’n van anar altra vegada a Ravenna amb Cèsar. Ell i el seu exèrcit els van rebre com a homes perseguits i defensors de la República.

## Guerra Civil
El 7 de gener es va declarar l'estat d'emergència destituint Cèsar com a procònsol de la Gàl·lia i declarant a Pompeu protector de Roma. Pompeu va traslladar les seves tropes a la ciutat. L'expulsió dels tribuns va proporcionar a Cèsar l'excusa perfecta per proclamar que a Roma s'havia produït un cop d'estat i el 10 de gener va creuar amb els seus homes el Rubicó, riu que marcava la frontera entre les dues províncies. Era l'inici formal de la Guerra civil.

## Curió a Itàlia
En esclatar la guerra civil, Curió va reunir tropes a l'Úmbria i Etrúria i les va posar al servei de Cèsar que el va recompensar amb el govern de Sicília com a propretor (49 aC).
A Sicília va derrotar els pompeians i va expulsar a Cató de l'illa.

## Curió a Àfrica
Després Curió va anar a l'Àfrica amb dues legions, i allí va atacar al rei Juba i al general pompeià Publi Atti Var, als que inicialment va derrotar, però les desercions en les seves files li van minvar les forces. Mentre assetjava Útica va ser atacat per Juba i va morir en la batalla. Es diu que els seus homes van morir tan junts que els seus cossos quedaven drets com garbes de blat en un camp. Els númides van tallar el cap de Curió i el van enviar al seu rei. Les forces romanes van ser dispersades, assassinades i fetes presoneres, i només uns quants van poder tornar a Sicília. L'Àfrica tornava a estar en mans del partit pompeià.
Gai Escriboni Curió va ser un dels protagonistes que van fer esclatar la guerra civil entre Cèsar i Pompeu. Va ser un home atrevit i va malgastar la seva fortuna i la d'altres sense cap escrúpol. La manca de modèstia no coneixia límits, i és un exemple d'un romà depravat. Però era un home de talent eminent, sobretot com a orador. El mateix Ciceró el va apreciar, i mai va perdre l'esperança d'aconseguir dirigir el talent de Curió en una direcció adequada. Això i l'estimació que Ciceró havia tingut per al pare de Curió, són les úniques coses que poden explicar la vinculació amb Curió. Les set primeres epístoles del segon llibre de Epistulae ad familiares de Ciceró li són dirigides.